# Тайдонь
Тайдонь (тай-донь, цзиньпинское письмо, тай-кхао) — письмо, используемое для записи белотайского языка, на котором говорит часть дайцев, проживающих в Китае (Цзиньпин-Мяо-Яо-Дайский автономный уезд Хунхэ-Хани-Ийский автономного округа провинции Юньнань). Является вариацией письма тай-вьет, используемой для записи ряда других родственных тайских языков.
В 1950-е годы в ходе реформ письменностей для дайцев КНР властями было принято решение не развивать письмо тайдонь, которым пользовались 11 % дайцев Китая, а заменить его новым письмом лы. Со временем число владеющих письмом тайдонь уменьшалось и возникла угроза утраты письменной традиции, на рубеже 1970-х и 1980-х годов по требованию населения официальное использование этой письменности было возобновлено. В 1981 году Юньнаньский институт национальных меньшинств провёл упорядочение письма тайдонь — в нём стало 60 знаков, которыми обозначались 4 инициали, 83 финали и 6 тонов. Со следующего года тайдонь стало преподаваться в школах.